# Confessional Poetry
Confessional Poetry (von englisch confession, „Geständnis“, „Eingeständnis“, „Beichte“ und engl. poetry für „Dichtung“, „Poesie“) bezeichnet poetische Werke, welche intime, häufig wenig schmeichelhafte Details aus dem Leben des Poeten bzw. der Poetin in akzentuierter Form thematisieren, wie zum Beispiel psychische Krankheiten oder sexuelle Erfahrungen. 
Kennzeichnend für diese Form der Lyrik ist dabei insbesondere die geringe Distanz zwischen der in dem jeweiligen Gedicht dargestellten Person und dem Verfasser oder der Verfasserin dieses Gedichtes. Ihre ersten Ursprünge findet dieses spezifische Subgenre der Lyrik in der Dichtung der Romantiker, die die Erkundung und poetische Gestaltung der eigenen subjektiven emotionalen Erlebnis- und Empfindungswelt in den Vordergrund stellen. So können etwa Gedichte wie Nutting von William Wordsworth, Dejection von Samuel Taylor Coleridge und Ode to the West Wind („I fall upon the thorns of life! I bleed“) von Percy Bysshe Shelley als Vorläufer der modernen Confessional Poetry betrachtet werden. Weitere literaturgeschichtliche Bezüge lassen sich jedoch auch zu lyrischen Werken wie The Love Song of J. Alfred Prufrock von T. S. Eliot oder aber Hugh Selwyn Mauberley und The Pisan Cantos von Ezra Pound herstellen.
Der Begriff wurde erstmals 1959 von dem Literaturkritiker Macha Rosenthal in einer Rezension der Prosa- und Gedichtsammlung Life Studies von Robert Lowell verwendet, in der Lowell unter anderem seine gestörten familiären Beziehungen psychoanalytisch zu deuten versucht und die Auseinandersetzung mit seiner eigenen manisch-depressiven Erkrankung offenlegt.
Die Bezeichnung „Confessional Poet“ wurde in der Folge zahlreichen Schriftstellern vor allem der 1950er und 1960er Jahre zugeordnet. John Berryman, Allen Ginsberg, Robert Lowell, Sylvia Plath, Theodore Roethke, Anne Sexton und W. D. Snodgrass wurden allesamt als Confessional Poets bezeichnet. Der Gruppe der Confessional Poets standen auch die amerikanischen Lyrikerinnen Maxine Kumin und Diane Wakoski nahe. Zu den bewusst bekenntnishaft schreibenden Lyrikerinnen zählt seit Beginn der achtziger Jahre jedoch ebenso Sharon Olds, deren Fokus unter dem Einfluss Ginsbergs verstärkt auf tabuisierte Themen wie das Erleben der eigenen Sexualität oder die Erfahrung von Gewalt und Missbrauch in der eigenen Familie gerichtet ist.
Einige zentrale Texte der Amerikanischen Confessional School of Poetry beinhalten Lowells Life Studies, Plaths Ariel, Berrymans The Dream Songs, Snodgrass' Heart's Needle, und Sextons To Bedlam and Part Way Back.